# 渋谷会館
渋谷会館（しぶやかいかん、正式名称は渋谷会館モナコ）は、かつて渋谷センター街に存在したゲームセンター。1978年ごろに開業し、2013年8月18日に閉店した。35年余り存続し、閉店した2013年時点ではセンター街で唯一のゲームセンターであった。

## 歴史
渋谷会館が開業するまでは、このビルはビリヤード場、トリスバー、釣り堀といった業態に使用されていたという。1978年に発売されたスペースインベーダーは大ヒットし、各地にゲームセンターが続々と開業した。既存のゲームセンターも全てスペースインベーダーに入れ替えするケースが出るなどブームが起こり、この流れの中で渋谷会館もまたインベーダーハウス（全館インベーダーゲームのゲームセンター）として開業した。閉店した2013年時点で、都心のゲームセンターは1プレイ100円が標準となっていたが、開業以来基本的に1ゲーム50円で、この料金設定は閉店に至るまで概ね維持された。
2013年7月17日、店内に設置された情報交換用のノートにおいて閉店の予告がなされ、公式サイトにおいても同29日に「閉店のお知らせ」が書き込まれた。閉店の理由としては不景気および若年層の顧客の減少を挙げていた。閉店を惜しむファンの声もあったが、告知どおり2013年8月18日に閉店した。跡地には商業施設ビル『VIVEL渋谷ビル』が2016年に建てられた。

## 建築・設置ゲーム

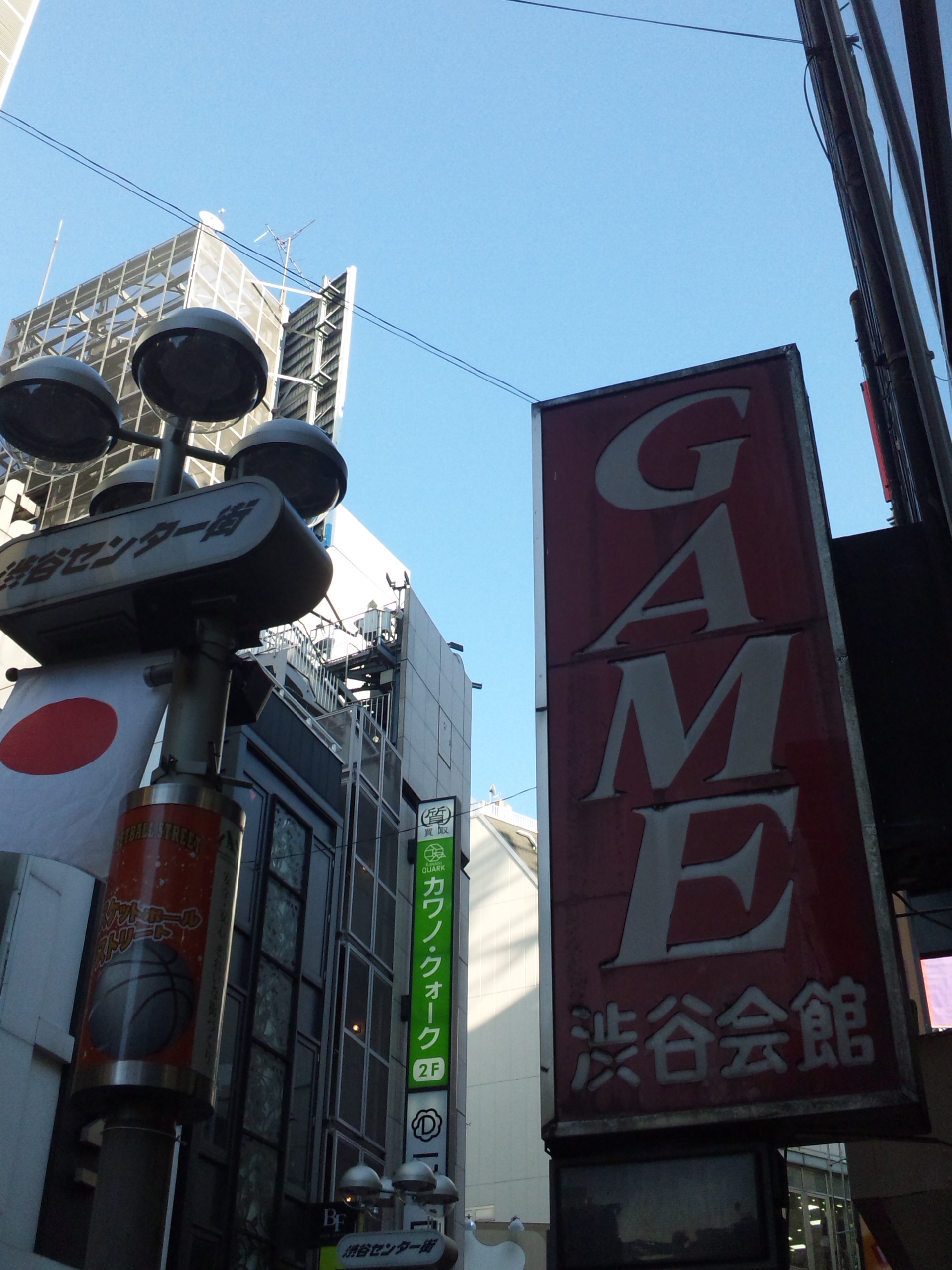
渋谷会館の看板とセンター街標識

間口は狭く、赤地に白の「GAME」と書かれた昭和テイストを感じさせる看板がセンター街に垂直に掲げられていた。建築は地下1階と地上5階（ただし1階フロアは別のプリクラ専門店が入っており、こちらは2013年末も健在だった）で、各階の移動には狭い階段か、入り口すぐに設置された古めかしいエレベーターを利用した。このエレベーターは5人乗りで、閉店を伝える報道では「ガタガタと不気味な音を響かせながら超低速スピードで上昇する狭くて暗いエレベーター」と評されていた。階段スペースには「頭と指先を鍛えよう」、「頭の体操 知能向上」といったさまざまなキャッチコピーの書かれたプレートが掲げられていた。
2013年の閉店時、地下1階はレトロゲーム、地上階は2階が音楽ゲーム、3階にはネットワーク対応のゲーム、そして4階と5階は対戦型格闘ゲームがメインで設置されていた。地下のレトロゲームは、『バブルボブル』や『テトリス』といったパズルゲームから、ベルトスクロールアクションゲームの『ファイナルファイト』、対戦型格闘ゲームでは『ストリートファイター2』のような懐かしのゲームが現役で稼動していた。「渋谷の格ゲーの聖地」とも評されるように、4階と5階のフロアには新旧さまざまな対戦型格闘ゲームが設置されていた。